# منجم الونزة
منجم الونزة هو منجم حديد يقع في مدينة الونزة التابعة لولاية تبسة بالجزائر. يعد هذا المنجم أكبر منجم حديد في الجزائر.

## نبذة تاريخية
من 26 فبراير 1878 إلى 28 يوليو 1886، مُنح الحق في استكشاف الطبقة المعدنية للونزة لشخصين اقتصروا على إعادة تأهيل بعض المنشآت القديمة وحفر حوالي مائة متر من الأروقة.
يعود بدء تشغيل منجم الحديد إلى عام 1921.
تم تأميم المنجم في 1966.

## مميزات
يمتد المنجم على طول 5 كم. يُنقل معدن الحديد بواسطة القطارات إلى مركب الحجار للحديد والصلب بمدينة عنابة.